# 第七子的第七子
第七子的第七子是民間故事中的一個概念，相傳第七子的第七子（當中沒有女兒）擁有神秘的力量。數目字「七」一向在西方世界都有獨特魔幻或宗教的地位，例如七美德、七宗罪、七聖童、七日創世等。第七子的第七子在愛爾蘭相傳有治癒的能力。數學上，第七子的第七子機會率為0.5^14，即16,384分之一。

## 外部連結
- Seventh Sons and Their Seventh Sons （页面存档备份，存于）: A passage from Chambers' Book of Days with information about the belief in the UK, France, and Germany.